# 墨野隴人
墨野 隴人（すみの ろうじん）は、高木彬光の推理小説に登場する架空の名探偵。初登場は小栗上野介の徳川埋蔵金をめぐる殺人事件を描いた『黄金の鍵』。

## 人物
正規の名前はスミノ・ロージングという。年齢は40から50歳あたり。物語の語り手、村田和子とは、新宿の「黄昏」という喫茶店で、演奏予定だった音楽学校の生徒が急病で入院し、かわりに代役で立候補した彼が、ベートーヴェンの『皇帝』を無事演奏し終えたことがきっかけで出会った。
シリーズ第1作『黄金の鍵』で、秘書の上松三男の語るところによると、以下のようになる。
日本人と北欧人の母親とのハーフで、男爵夫人の母親が夫に死に別れ、再婚したのだという。漢字表記は「隴を得て蜀を求む」という三国時代の司馬懿にまつわる諺に由来する。彼の生まれた時代には人名用漢字の規制がなかったため、このような名前が可能であった。
住居は大田区雪ヶ谷の新雪マンション608号室。
既婚だが、結婚後しばらくして妻と娘が交通事故で同時になくなった。それから人生観が変わってしまった。
職業はアナリスト（企業分析家）で、それゆえに秘密主義を通しているという。趣味はピアノと推理小説を読むこと。コンピュータの理論を、講習会に1度通っただけで、ほとんど独学で習得した。
ドイツのハンブルクで未解決の3つの殺人事件を20日間で推理し、解決に導いた。
警視庁にはコネがないので、日本ではそのような事件には関与したことがなかったというが、村田和子のもたらした事件を解決する描写が、5つの長篇に描かれている。

## 概要
「墨野隴人」という名前は、バロネス・オルツィの作品に登場する「隅の老人」をもじったものである。彼がなぜこのようなことをしなければならなかったのかという理由は、最終作『仮面よ、さらば』で明らかにされる。
作者は、1970年（昭和45年）11月に第1作を書き下ろし刊行しているが、その際の抱負として、
「推理小説というギリギリの課題をリアリズムの世界で追求していると、時には昔の探偵小説、ロマンの世界も懐かしくなる。十年ぶりで、私はそのなつメロ的な世界にもどってみた。（中略）『新本格』という肩書きのついた推理小説の分野を長く研鑽し続けた後だから、古い皮袋に新しい酒を盛ること以上のこともできたのではないかと、作者としてはいささか自負することもあるのだが……」
と述べている。同様の主旨のことは、第2作『一、 二、三、死』の単行本でも語られている。
第3作『大東京四谷怪談』は、1975年（昭和50年）に企画された「高木彬光名探偵全集」の一篇として、新作中篇として書き下ろされる予定であった。その後、1976年（昭和51年）末に原稿用紙600枚の長篇として発表されたものである。着稿から完成まで約40日で記されたという 。
作者の脳梗塞により、本シリーズは中絶するが、11年後の1987年（昭和62年）6月に第4作『現代夜討曽我』が光文社のカッパ・ノベルスより書き下ろし刊行され、続く第5作『仮面よ、さらば』は雑誌『野性時代』1988年（昭和63年）新年号（発売は前年）から5月号まで連載され、シリーズは完結した。
作者の目論見としては、エラリー・クイーンの悲劇4部作と、アガサ・クリスティの某問題作に挑戦するつもりであった、という。

## 登場作品
1. 黄金の鍵（1970年）
2. 一、二、三、死（1974年）
3. 大東京四谷怪談（1976年）
4. 現代夜討曽我（1987年）
5. 仮面よ、さらば（1987年 - 1988年）[注 3]

## 演じた俳優
- 三橋達也 - 『土曜ワイド劇場 怪奇シリーズ特選！大東京四谷怪談』テレビ朝日 1978年[注 4]